# Багасса
Бага́сса гвиа́нская (лат. Bagāssa guianēnsis) — дерево; единственный вид рода Багасса семейства Тутовые. Распространено в Бразилии и Французской Гвиане, Суринаме и Гайане. Дерево является источником ценной древесины. Листья молодых растений настолько отличаются внешним видом от листьев взрослого дерева, что в течение долгого времени их относили к разным видам.

## Общий вид растения
Большое листопадное дерево, достигающее высоты до 45 м и диаметра ствола до 190 см. Листья молодых растений состоят из трех четко разделенных частей, но становятся сплошными у взрослых растений. Обычно листья 6-22 см (до 30 см) длиной, и 3-17 см шириной. Мужские и женские цветки образуются на отдельных соцветиях. Мужские соцветия копьевидные, 4-12 см длиной. Женские соцветия собраны в компактные кластеры 1-1,5 см в диаметре. Съедобные соплодия 2,5-3,5 см в диаметре.

## Ареал
Bagassa guianensis распространена в Гайане, Суринаме, Французской Гвиане, в северной части Амазонии, в бразильских штатах Амапа, Пара, Мараньян и Рорайма. Изолированная популяция существует в юго-западной части штатов Мату-Гросу и Рондония.

## Экология
Хотя строение цветков предполагает опыление летучими мышами, некоторые авторы указывают на возможность опыления ветром. Семена разносятся многочисленными животными, такими как обезьяны, птицы, грызуны и черепахи.

## Систематика
Bagassa guianensis — единственный представитель монотипного рода Bagassa. Род был описан в 1775 году французским ботаником Жаном Батистом Обле. Описание основывались на молодых листьях и соплодиях. Отдельно от него, основываясь на листе взрослого растения и мужских цветках, французский ботаник Никез Огюстен Дево в 1825 году описал это же растение под названием Piper tiliifolium, а Шарль Годишо — Бопре в 1844 году описал его же под названием Laurea tiliifolia. аймонд Бенуа в 1933 году отнес растение к роду Bagassa, как B. tiliifolia. В 1880 году Луи Эдуар Бюро описал растение, которое он назвал B. sagotiana, основываясь на взрослом листе и женских цветках. Растения с молодыми и взрослыми листьями считались разными видами вплоть до 1975 года, когда голландский систематик Корнелис Берг в работе «Флора Суринама» все ещё сохранял разделение на два отдельных вида. Лишь позднее, недоразумение было исправлено благодаря наблюдениям за деревьями в течение длительного времени.

### Синонимы
Рода
- Laurea Gaudich.

Вида
- Bagassa sagotiana Burch. ex Benth. & Hook.f.
- Bagassa tiliifolia Benoist — Багасса липолистная
- Laurea tiliifolia Gaudich.
- Piper tiliifolium Desv. ex Ham.